# Beaumont-Pied-de-Bœuf (Sarthe)
Beaumont-Pied-de-Bœuf é uma comuna francesa na região administrativa do País do Loire, no departamento de Sarthe. Estende-se por uma área de 24.68 km². Em 2010 a comuna tinha 494 habitantes (densidade: 20 hab./km²).